# 410-talet

## Händelser
- 410, 24-27 augusti - Visigoterna plundrar, under Alariks ledning, Rom.
- 410 - Kejsar Honorius anser, att Britannien nu får sköta sitt eget försvar, varvid romarna nu slutligen har dragit sig tillbaka från området.
- 414 - Södra Liangstaten i Asien upplöses.
- 418 - Visigoternas kungadöme grundas

## Födda
- 410 - Priscus
- 410 - Proklos

## Avlidna
- 415 - Hypatia, matematiker och neoplatonistisk filosof (dödad under upplopp i Alexandria).
- 412 - Theofilos i Alexandria